# Палм Вали (Флорида)
Палм Вали (енгл. Palm Valley) насељено је место без административног статуса у америчкој савезној држави Флорида.

## Демографија
По попису из 2010. године број становника је 20.019, што је 159 (0,8%) становника више него 2000. године.
| Група             | 2000.          | 2010.          |
| Белци             | 18.591 (93,6%) | 18.378 (91,8%) |
| Афроамериканци    | 249 (1,3%)     | 252 (1,3%)     |
| Азијати           | 257 (1,3%)     | 353 (1,8%)     |
| Хиспаноамериканци | 557 (2,8%)     | 756 (3,8%)     |
| Укупно            | 19.860         | 20.019         |